# Ekaterina Prokofeva
Ekaterina Prokofeva (n. 13 martie 1991, Volgodonsk, RSFS Rusă, URSS) este o sportivă ce a reprezentat Rusia, medaliată olimpică. A participat la 4 ediții ale Jocurilor Olimpice (2008, 2012, 2016, 2020) în care a câștigat o medalie de bronz.